# Narina

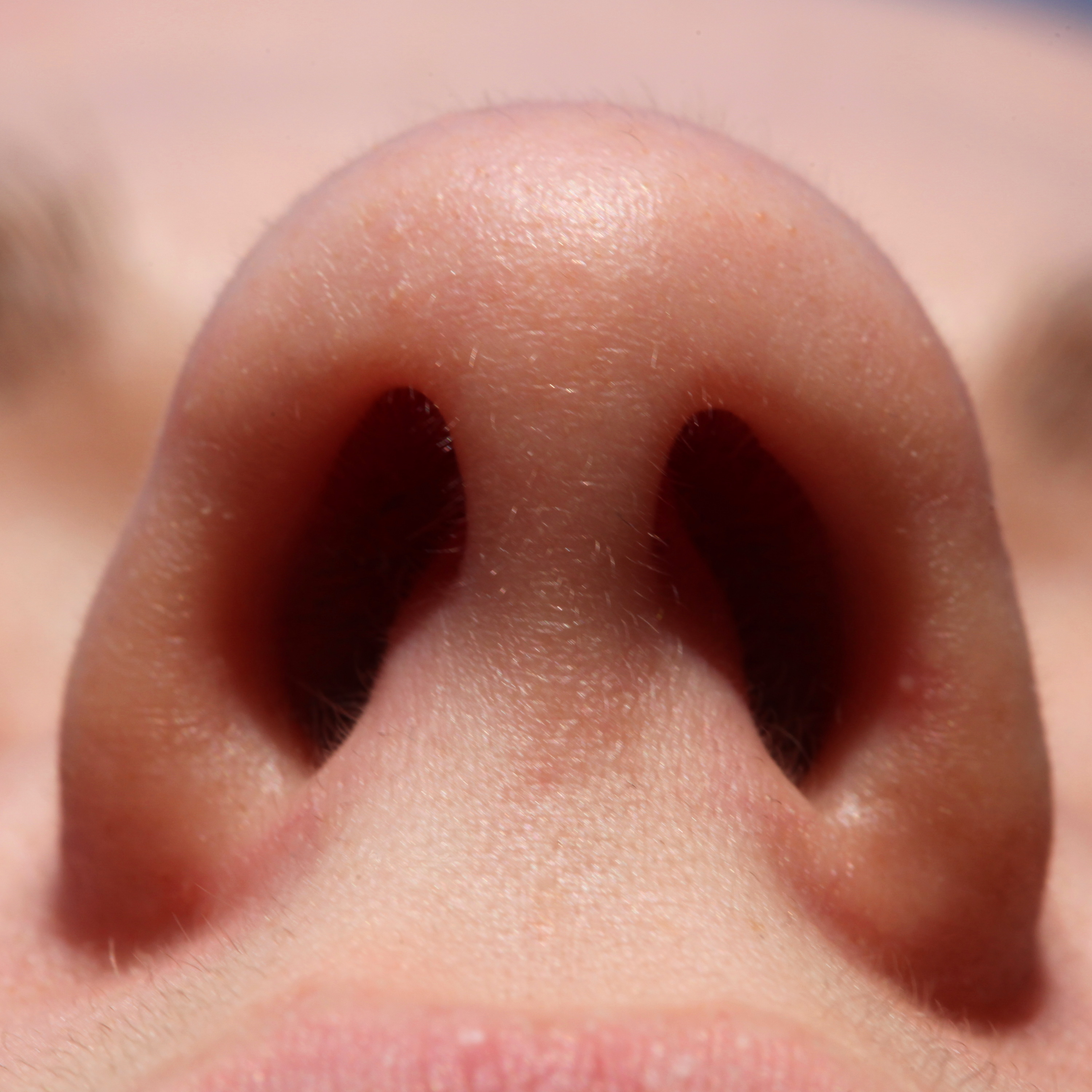
Narina humana

Narina é cada um dos dois canais do nariz, desde o ponto onde se dividem, nas fossas nasais, até à sua abertura exterior. Nas aves e mamíferos, contêm os ossos turbinados (ou conchas) que dividem cada narina em cavidades designadas por meato comum, médio e ventral e que têm a função de aquecer o ar durante a inspiração e diminuir a umidade durante a expiração. Os peixes não respiram através de narinas, mas têm, efectivamente, duas narinas (dois buracos) usadas como órgão olfativo.

## Ver Também
- Columela nasal

1. ↑  Educacao, Portal. «Portal Educação - Artigo». siteantigo.portaleducacao.com.br. Consultado em 28 de agosto de 2021